# Copa Votorantim de 2016
A Copa Votorantim de 2016, então denominada como Copa Brasil Infantil, foi a 21.ª edição deste evento esportivo, um torneio nacional de futebol masculino sub-15 organizado pela Prefeitura de Votorantim.
O torneio compreendeu quatro distintas fases e envolveu a participação de um total de 16 clubes, ocorrendo no período de 14 a 24 de janeiro. A fase inicial consistiu na divisão dos participantes em quatro grupos, nos quais os clubes enfrentaram seus oponentes da mesma chave em partidas de turno único. Nas fases subsequentes, a determinação dos avançados para a fase seguinte baseou-se no resultado de partidas únicas, culminando na redução progressiva do número de clubes a cada fase até a disputa da final.
O título da edição foi conquistado pelo São Paulo, que venceu a decisão contra o Coritiba pelo placar de 4 a 3. Este triunfo marcou o quinto título na história do clube neste torneio.

## Formato e participantes
A exemplo das edições anteriores, a edição de 2016 foi disputada por 16 clubes, divididos em quatro grupos. Após três rodadas, os líderes e os segundos colocados avançaram às quartas de final. A partir deste ponto, o sistema muda para partidas eliminatórias até a decisão. Os grupos foram sorteados em 10 dezembro de 2015.
| Federação         | Equipe                | Títulos                     | Ref.  |
| ----------------- | --------------------- | --------------------------- | ----- |
| Bahia             | Bahia                 | —                           | [ 4 ] |
| Bahia             | Vitória               | 1 (2000)                    | [ 4 ] |
| Goiás             | Goiás                 | —                           | [ 4 ] |
| Minas Gerais      | Atlético Mineiro      | —                           | [ 4 ] |
| Minas Gerais      | Cruzeiro              | 3 (2002, 2005 e 2006)       | [ 4 ] |
| Paraná            | Coritiba              | 1 (2012)                    | [ 4 ] |
| Rio de Janeiro    | Botafogo              | —                           | [ 4 ] |
| Rio de Janeiro    | Flamengo              | 1 (2015)                    | [ 4 ] |
| Pernambuco        | Sport                 | —                           | [ 4 ] |
| Rio Grande do Sul | Grêmio                | 2 (2008 e 2010)             | [ 4 ] |
| Rio Grande do Sul | Internacional         | 2 (2009 e 2011)             | [ 4 ] |
| Santa Catarina    | Figueirense           | —                           | [ 4 ] |
| São Paulo         | Corinthians           | 2 (2003 e 2004)             | [ 4 ] |
| São Paulo         | Palmeiras             | —                           | [ 4 ] |
| São Paulo         | São Paulo             | 4 (1991, 1992, 2013 e 2014) | [ 4 ] |
| São Paulo         | Seleção de Votorantim | —                           | [ 4 ] |

## Primeira fase
Nesta edição, Corinthians e Flamengo protagonizaram o jogo inaugural da competição em 14 de janeiro, no estádio Domênico Paolo Metidieri. O resultado final foi 3 a 2 a favor do clube carioca.
No geral, a primeira fase apresentou cenários semelhantes nos quatro grupos, onde uma equipe venceu os dois primeiros jogos, garantindo sua classificação, como foi o caso de Cruzeiro, Flamengo, Palmeiras e São Paulo. Enquanto a segunda vaga de cada grupo foi disputada por duas equipes, que se enfrentaram em confrontos diretos na última rodada. Botafogo, Internacional e Sport saíram vitoriosos e avançaram para as quartas de final. A única exceção ocorreu no grupo A, no qual as equipes que disputavam a última vaga, Coritiba e Vitória, não se enfrentaram na rodada derradeira. O Coritiba não apenas se classificou, como também venceu o Flamengo por 4 a 1 e assumiu a liderança do grupo.
Além disso, um incidente fora de campo marcou a primeira fase. Em 17 de janeiro, após a última rodada, torcedores do Corinthians, que foi eliminado sem pontuar, bloquearam o portão e ameaçaram os atletas. A organização então acionou a Polícia Militar para permitir a saída do clube alvinegro.

## Fases finais
Após a definição dos classificados, as quartas de final começaram em 19 de janeiro, com o jogo entre Botafogo e Coritiba marcando o início das partidas eliminatórias. Ademais, as quartas de final ficaram marcadas pelas cobranças de pênaltis, já que três dos quatro confrontos terminaram empatados e os classificados para as semifinais foram decididos nas penalidades. Além do Coritiba, Internacional e Sport também garantiram suas classificações dessa forma. Por sua vez, o São Paulo foi o único a vencer no tempo regulamentar, eliminando o Flamengo por 1 a 0.
O equilíbrio persistiu no confronto das semifinais entre Coritiba e Internacional. Após um empate por 1 a 1, o clube paranaense avançou para a decisão mais uma vez através das cobranças de pênaltis. Enquanto isso, o São Paulo dominou o jogo do início ao fim, goleando o Sport por 5 a 0.
Em 24 de janeiro, Coritiba e São Paulo se enfrentaram na final da Copa Votorantim de 2016, realizada no estádio Domênico Paolo Metidieri, em uma partida marcada pela quantidade de gols e reviravoltas. O São Paulo abriu o placar aos 3 minutos, com o atacante Maia. Dois minutos depois, Nicolas empatou para o Coritiba de pênalti. No entanto, aos 10, Paulinho recolocou o São Paulo na liderança do placar. O Coritiba aumentou seu ímpeto ofensivo, criando boas oportunidades de gol que foram defendidas pelo goleiro Matheus. O empate só foi conquistado no final do primeiro tempo. No segundo tempo, o Coritiba conseguiu controlar as ações, especialmente após assumir a liderança do placar aos 12 minutos. Entretanto, nos minutos finais da partida, o São Paulo reagiu. Lucas Fasson empatou aos 30 minutos e, no minuto seguinte, Vitinho aproveitou um contra-ataque para virar o placar, consolidando o sexto título do São Paulo.
|  | Quartas de final   | Quartas de final |               |       | Semifinais | Semifinais |  |  | Final | Final |
|  |                    |                  |               |       |            |            |  |  |       |       |
|  |                    |                  |               |       |            |            |  |  |       |       |
|  |                    |                  |               |       |            |            |  |  |       |       |
|  | Coritiba (p.)      | 1 (3)            |               |       |            |            |  |  |       |       |
|  | Coritiba (p.)      | 1 (3)            |               |       |            |            |  |  |       |       |
|  | Botafogo           | 1 (2)            |               |       |            |            |  |  |       |       |
|  | Botafogo           | 1 (2)            | Coritiba (p.) | 1 (4) |            |            |  |  |       |       |
|  |                    |                  | Coritiba (p.) | 1 (4) |            |            |  |  |       |       |
|  |                    | Internacional    | 1 (3)         |       |            |            |  |  |       |       |
|  | Cruzeiro           | Internacional    | 1 (3)         | 2 (3) |            |            |  |  |       |       |
|  | Cruzeiro           |                  |               | 2 (3) |            |            |  |  |       |       |
|  | Internacional (p.) | 2 (4)            |               |       |            |            |  |  |       |       |
|  | Internacional (p.) | 2 (4)            | Coritiba      | 3     |            |            |  |  |       |       |
|  |                    |                  | Coritiba      | 3     |            |            |  |  |       |       |
|  |                    | São Paulo        | 4             |       |            |            |  |  |       |       |
|  | São Paulo          | São Paulo        | 4             | 1     |            |            |  |  |       |       |
|  | São Paulo          |                  |               | 1     |            |            |  |  |       |       |
|  | Flamengo           | 0                |               |       |            |            |  |  |       |       |
|  | Flamengo           | 0                | São Paulo     | 5     |            |            |  |  |       |       |
|  |                    |                  | São Paulo     | 5     |            |            |  |  |       |       |
|  |                    | Sport            | 0             |       |            |            |  |  |       |       |
|  | Palmeiras          | Sport            | 0             | 1 (1) |            |            |  |  |       |       |
|  | Palmeiras          |                  |               | 1 (1) |            |            |  |  |       |       |
|  | Sport (p.)         | 1 (4)            |               |       |            |            |  |  |       |       |
|  | Sport (p.)         | 1 (4)            |               |       |            |            |  |  |       |       |

- As equipes classificadas estão em negrito.

### Gerais
- «Confira todos os jogos da competição». GloboEsporte.com. 12 de janeiro de 2016. Consultado em 3 de abril de 2024. Cópia arquivada em 17 de março de 2016
- «Tabela de Classificação da Copa Votorantim de 2016». GloboEsporte.com. Consultado em 3 de abril de 2024. Arquivado do original em 20 de março de 2016

### Específicas
1. ↑  «Começa a 21ª Copa Brasil de Futebol Infantil» (PDF). Jornal de Votorantim. 15 de janeiro de 2016. p. 244. Consultado em 3 de abril de 2024. Cópia arquivada (PDF) em 3 de abril de 2024
2. ↑  «Definidos grupos para a 21ª Copa Brasil de Futebol Infantil de Votorantim». Prefeitura de Votorantim. 17 de dezembro de 2015. Consultado em 3 de abril de 2024. Cópia arquivada em 3 de abril de 2024
3. ↑  Eric Mantuan (14 de janeiro de 2016). «Copa Brasil de Futebol Infantil começa hoje em Votorantim». Cruzeiro do Sul. Consultado em 3 de abril de 2024. Cópia arquivada em 3 de abril de 2024
4. ↑  «Copa Brasil de Futebol Infantil começa nesta quinta-feira (12)». Prefeitura de Votorantim. 11 de janeiro de 2017. Consultado em 1 de abril de 2024. Cópia arquivada em 21 de julho de 2022
5. ↑  «Atual campeão, Flamengo vence Corinthians na estreia da Copa Brasil de Futebol Infantil». GloboEsporte.com. 14 de janeiro de 2016. Consultado em 3 de abril de 2024. Cópia arquivada em 23 de janeiro de 2016
6. ↑  «Jogo de cinco gols marca a abertura da 21ª Copa Brasil». Prefeitura de Votorantim. 14 de janeiro de 2016. Consultado em 3 de abril de 2024. Cópia arquivada em 3 de abril de 2024
7. ↑  «Cruzeiro goleia Sport e se classifica na Copa Brasil Infantil». GloboEsporte.com. 16 de janeiro de 2016. Consultado em 3 de abril de 2024. Cópia arquivada em 3 de abril de 2024
8. ↑  «Flamengo vence o Vitória e se classifica na Copa Brasil Sub-15». DaBase. 16 de janeiro de 2016. Consultado em 3 de abril de 2024. Cópia arquivada em 3 de abril de 2024
9. ↑  «Com gol no fim, Palmeiras derrota Internacional e avança na Copa Brasil Infantil». GloboEsporte.com. 16 de janeiro de 2016. Consultado em 3 de abril de 2024. Cópia arquivada em 3 de abril de 2024
10. ↑  «São Paulo vence Grêmio e avança com antecipação na Copa Brasil». GloboEsporte.com. 16 de janeiro de 2024. Consultado em 3 de abril de 2024. Cópia arquivada em 3 de abril de 2024
11. ↑  «Botafogo-RJ vence o Grêmio e se garante na próxima fase». Prefeitura de Votorantim. 17 de janeiro de 2016. Consultado em 3 de abril de 2024. Cópia arquivada em 3 de abril de 2024
12. ↑  «Palmeiras e Internacional ficam com as vagas do Grupo B». Prefeitura de Votorantim. 17 de janeiro de 2016. Consultado em 3 de abril de 2024. Cópia arquivada em 3 de abril de 2024
13. ↑  «Termina sonho de classificação da Seleção de Votorantim». Prefeitura de Votorantim. 17 de janeiro de 2016. Consultado em 3 de abril de 2024. Cópia arquivada em 3 de abril de 2024
14. ↑  «Inspirado, ataque do Coritiba faz mais uma vítima e goleia o Flamengo no sub-15». GloboEsporte.com. 17 de janeiro de 2016. Consultado em 3 de abril de 2024. Cópia arquivada em 20 de janeiro de 2016
15. ↑  «Time sub-15 do Corinthians é eliminado, torcida bloqueia saída de estádio e PM é acionada». ESPN. 17 de janeiro de 2016. Consultado em 3 de abril de 2024. Cópia arquivada em 3 de abril de 2024
16. 1 2  «Nos pênaltis, Coritiba bate Botafogo e se garante na semi da Copinha sub-15». GloboEsporte.com. 19 de janeiro de 2016. Consultado em 3 de abril de 2024. Cópia arquivada em 20 de janeiro de 2016
17. ↑  «Sport bate Palmeiras nos pênaltis e avança na Copa Brasil sub-15». DaBase. 20 de janeiro de 2016. Consultado em 3 de abril de 2024. Cópia arquivada em 3 de abril de 2024
18. ↑  «Decidido o ultimo semifinalista da Copa Brasil sub-15». DaBase. 20 de janeiro de 2016. Consultado em 3 de abril de 2024. Cópia arquivada em 3 de abril de 2024
19. ↑  «São Paulo vence e está na semifinal da Copa do Brasil sub-15». DaBase. 20 de janeiro de 2016. Consultado em 3 de abril de 2024. Cópia arquivada em 3 de abril de 2024
20. ↑  «São Paulo supera expulsão no início e elimina Flamengo em prévia da Copa São Paulo». GloboEsporte.com. 19 de janeiro de 2016. Consultado em 3 de abril de 2024. Cópia arquivada em 3 de abril de 2024
21. ↑  «Nos pênaltis, Coritiba elimina o Inter e se garante para tentar o bi no sub-15». GloboEsporte.com. 22 de janeiro de 2016. Consultado em 3 de abril de 2024. Cópia arquivada em 25 de janeiro de 2016
22. ↑  «Sem sustos, São Paulo goleia Sport e mantém sonho do penta no sub-15». GloboEsporte.com. 22 de janeiro de 2016. Consultado em 3 de abril de 2024. Cópia arquivada em 26 de janeiro de 2016
23. ↑  «Em reação espetacular, São Paulo bate Coritiba e é pentacampeão no sub-15». GloboEsporte.com. 24 de janeiro de 2016. Consultado em 3 de abril de 2024. Cópia arquivada em 16 de março de 2016
24. ↑  «Com gol nos acréscimos, São Paulo fatura o título da Copa Brasil». Prefeitura de Votorantim. 24 de janeiro de 2016. Consultado em 3 de abril de 2024. Cópia arquivada em 3 de abril de 2024
25. ↑  «Gol nos acréscimos dá o título ao São Paulo» (PDF). Jornal de Votorantim. 29 de janeiro de 2016. p. 80. Consultado em 3 de abril de 2024. Cópia arquivada (PDF) em 3 de abril de 2024